# Alcima pictor
Alcima pictor là một loài tò vò trong họ Ichneumonidae.